# جورج هنري ماكنزي
جورج هنري ماكنزي (بالإنجليزية: George Henry Mackenzie)‏ هو لاعب شطرنج وصحفي أمريكي، ولد في 24 مارس 1837 في أبردين في المملكة المتحدة، وتوفي في 14 أبريل 1891 في نيويورك في الولايات المتحدة.

## وصلات خارجية
- جورج هنري ماكنزي على موقع مباريات الشطرنج (الإنجليزية)
- جورج هنري ماكنزي على موقع 365Chess.com (الإنجليزية)
- جورج هنري ماكنزي على موقع Chesstempo.com (الإنجليزية)